# Архиепархия Мосула (сиро-католическая)
 Архиепархия Мосула (лат. Archieparchia Mausiliensis Chaldaeorum) — архиепархия Сирийской католической церкви с центром в городе Мосул, Ирак. Численность верующих архиепархии Мосула Сирийской католической церкви составляет 35 000 человек. Кафедральный собор — Ат-Тахера (Непорочного Зачатия Пресвятой Девы Марии).

## История
Архиепархия Мосула была учреждена в 1790 году. В 1862 и 1863 годах архиепархия Мосула передала часть своей территории для возведения архиепархии Багдада и епархии Джизре.

## Ординарии архиепархии
- епископ Grégoire Hisa (Higa) — ?;
- архиепископ Cyrille Behnam Benni (9.03.1862 — 12.10.1893);
- архиепископ Cyrille Paul Daniel (1893—1901);
- архиепископ Григорий Пётр Хабра (16.08.1901 — 24.03.1924);
- архиепископ Афанасий Георгий Даллаль (31.07.1926 — 14.12.1951);
- архиепископ Юлий Георгий Кандела (20.02.1952 — 23.08.1959);
- архиепископ Кирилл Эммануэль Бенни (6.12.1959 — 9.12.1999);
- архиепископ Василий Георгий Касмусса (8.05.1999 — 26.06.2010);
- архиепископ Бутрос Моше (26.06.2010 - по настоящее время).